# کریس دوارته
کریس دوارته (به انگلیسی: Chris Duarte) (زادهٔ ۱۶ فوریهٔ ۱۹۶۳) گیتاریست، خواننده و ترانه‌سرای تگزاس بلوز-راک اهل آمریکا است. دوارته سبک نوازندگی مخصوص به خودش را دارد که عناصری از جَز، بلوز و راک اند رول را در خود دارد. ریچارد اسکِلی از آل‌میوزیک مهارت دوارته در نوازندگی را با استیوی ری وان قابل مقایسه دانسته‌است.
دوارته از سن ۸ سالگی و تحت تأثیر برنامهٔ تلویزیونی ویلون‌زن روی بام به موسیقی علاقه‌مند شد. پس از آن نواختن را با گیتار برادرش شروع کرد و در ۱۴ سالگی اولین گیتار الکتریکش را خرید. او در آن سال‌ها با چند گروه محلی ساز می‌زد. در سال ۱۹۷۹ به آستین تگزاس نقل مکان کرد و در آن‌جا فندر استرتوکستر ۱۹۶۳اش را به قیمت ۵۰۰ دلار خرید. سپس به کاوش در موسیقی جَز و آثار نوازندگانی همچون جان کولترین و مایلز دیویس پرداخت. پس از همکاری کوتاه مدت با یک گروه جَز اهل آستین به گروه بابی مک اند نایت ترین پیوست که نقطهٔ آغاز گرایش او به موسیقی بلوز شد.
دوارته در آن گروه ماندگار شد و با آن‌ها در نقاط مختلف ایالت تگزاس اجرا کرد تا این‌که در سال ۱۹۹۴ اولین آلبوم استودیویی خودش با نام شکر تگزاسی/جادوی اِسترَت را با لیبل سیلورستون رکوردز منتشر کرد. استیون توماس ارلواین در آل‌میوزیک از شکر تگزاسی/جادوی استرت به‌عنوان «یک آلبوم عالی گیتار پر از نوازندگی‌های استثنایی» یاد کرده‌است. این آلبوم در سال ۱۹۹۵ به جدول پرفروش‌ترین آلبوم‌های بلوز بیلبورد راه یافت و تا ردهٔ ۷اُم آن صعود کرد.
از آن زمان تا کنون دوارته ۷ آلبوم استودیویی دیگر ضبط و منتشر کرده‌است که آخرین آن‌ها در سال ۲۰۱۱ و با نام Blues In The Afterburner روانهٔ بازار شد.

## آلبوم‌های استودیویی
| نام آلبوم                   | سال انتشار |
| ۱. Texas Sugar/Strat Magik  | ۱۹۹۴       |
| ۲. Tailspin Headwhack       | ۱۹۹۷       |
| ۳. Romp                     | ۲۰۰۳       |
| ۴. Blue Velocity            | ۲۰۰۷       |
| ۵. Vantage Point            | ۲۰۰۸       |
| ۶. 396                      | ۲۰۰۹       |
| ۷. Infinite Energy          | ۲۰۱۰       |
| ۸. Blues In The Afterburner | ۲۰۱۱       |